# Varik
Varik (51° 49′ N, 5° 22′ L) é uma cidade dos Países Baixos, na província de Guéldria. Varik pertence ao município de Neerijnen, e está situada a 8 km, a sul de Tiel.
Em 2001, a cidade de Varik tinha 315 habitantes. A área urbana da cidade é de 0.069 km², e tem 119 residências.
A área de Varik, que também inclui as partes periféricas da cidade, bem como a zona rural circundante, tem uma população estimada em 960 habitantes.